# Miejska Biblioteka Publiczna w Świnoujściu
Miejska Biblioteka Publiczna im. Stefana Flukowskiego w Świnoujściu – samorządowa instytucja kultury w strukturze organizacyjnej Miasta Świnoujście. Głównym celem działalności biblioteki jest upowszechnianie i ochrona wartości kultury, zaspokajanie i rozwijanie potrzeb czytelniczych społeczeństwa oraz upowszechnianie wiedzy. Biblioteka realizuje szereg zadań, m.in. gromadzi i opracowuje zbiory biblioteczne, udostępnia je czytelnikom, organizuje działalność informacyjno-bibliograficzną, prowadzi różne formy pracy kulturalno-oświatowej z różnymi grupami społecznymi, współpracuje z innymi bibliotekami, instytucjami kultury i organizacjami.
Biblioteka działa na podstawie ustawy o organizowaniu i prowadzeniu działalności kulturalnej oraz ustawy o bibliotekach. 
Biblioteka ma na terenie miasta Świnoujścia swoją siedzibę główną przy ul. Piłsudskiego 15 oraz pięć filii. Jej terenem działalności jest Miasto Świnoujście, a funkcjonuje w obrębie krajowej sieci bibliotecznej, korzystając z pomocy Książnicy Pomorskiej w Szczecinie.

## Historia
W Świnoujściu powstanie polskiej biblioteki było trudne. Wiązało się to z brakiem książek i trudnościami komunikacyjnymi. W 1946 roku powołano "Komitet do Spraw Organizacji Polskiej Biblioteki Publicznej" i zorganizowano zbiórkę pieniędzy na zakup książek. Pierwsze polskie książki trafiały do miasta pod koniec 1946 roku. W 1947 roku powstały dwa pierwsze punkty czytelnicze zorganizowane przez Spółdzielnię Wydawniczą "Czytelnik". W kwietniu 1947 roku powstała pierwsza wypożyczalnia książek w Międzyzdrojach z ponad 7000 książek. Później przyszedł dar od Ministerstwa Oświaty oraz wydawnictw "Czytelnik" i "Gebethner i Wolf".
9 grudnia 1947 roku Powiatowa Rada Narodowa w Świnoujściu powołała Powiatową Bibliotekę Wolińską. 1 stycznia 1948 roku jako pierwszy bibliotekarz został zatrudniony Henryk Skośkiewicz. Oficjalna działalność rozpoczęła się 16 stycznia 1948 roku w lokalu przy Placu Słowiańskim 2, z 896 książkami. Również w tym samym roku Miejska Rada Narodowa podjęła uchwałę o zorganizowaniu Miejskiej Biblioteki Publicznej. Rozpoczęła ona działalność pod kierownictwem Anny Hincz 7 sierpnia 1948 roku. Powiatowa Biblioteka Wolińska zaczęła organizować biblioteki na terenie powiatu wolińskiego i wypożyczać komplet książek do punktów bibliotecznych. Obie biblioteki miały swoją siedzibę już przy ul. Armii Czerwonej 13 (dzisiaj jest to Armii Krajowej).
W roku 1954 Minister Kultury zarządził łączenie bibliotek powiatowych z miejskimi. W Świnoujściu połączono obie biblioteki w jedną instytucję 27 września 1955 roku. Od tego czasu działały jako Powiatowa i Miejska Biblioteka Publiczna w Świnoujściu. Władze miasta przeniosły bibliotekę w 1957 roku do skromniejszych pomieszczeń przy ul. Piastowskiej 55. Rok później, w 1958 roku, biblioteka została przeniesiona do jeszcze mniejszego lokalu w budynku Powiatowego Domu Kultury, przy Placu Słowiańskim 14. Dopiero w listopadzie 1963 roku otrzymała samodzielny budynek o powierzchni 360 m², położony w centrum miasta, przy ul. Bohaterów Stalingradu 15 (obecnie: ul. Marszałka Józefa Piłsudskiego).
Po kolejnym remoncie w 1972 roku powierzchnia użytkowa biblioteki zwiększyła się do 610 m². Dzięki temu czytelnicy zyskali nowoczesne wypożyczalnie, czytelnie i salę lektoryjną, a pracownicy otrzymali wygodniejsze pokoje biurowe. W grudniu 1972 roku,  podczas uroczystości z okazji 25-lecia istnienia biblioteki, nadano jej imię Stefana Flukowskiego - poety, pisarza, dramaturga i tłumacza, który zmarł w maju tego roku. 
W roku 1973, w wyniku reformy administracyjnej kraju, do obszaru Świnoujścia włączono miasto Międzyzdroje, a biblioteka przekształciła się w Miejską Bibliotekę Publiczną. Kolejna reorganizacja miała miejsce w grudniu 1979 roku. Zgodnie z decyzją Wojewody Szczecińskiego biblioteka została przekształcona w Wojewódzką i Miejską Bibliotekę Publiczną Oddział w Świnoujściu.  W wyniku odłączenia Międzyzdrojów od Świnoujścia, Filia nr 5 biblioteki, działająca w Międzyzdrojach, stała się samodzielną instytucją pod nazwą "Miejsko-Gminna Biblioteka Publiczna w Międzyzdrojach". Od 1990 roku, zgodnie z nową ustawą o samorządzie terytorialnym, biblioteka podlegała władzom samorządowym. W roku 1996 dokonano ostatniego przemianowania biblioteki na Miejską Bibliotekę Publiczną im. Stefana Flukowskiego w Świnoujściu.

## Rozbudowy biblioteki
Biblioteka rozpoczęła swoją działalność w nowym budynku w listopadzie 1963 roku, gdy przydzielono jej wyremontowany, samodzielny budynek o powierzchni 360 m². Lokal znajdował się w centrum miasta, przy ul. Bohaterów Stalingradu 15, obecnie znanej jako ul. Marszałka Józefa Piłsudskiego. W roku 1972 przeprowadzono kolejny remont biblioteki, co zaowocowało zwiększeniem jej powierzchni użytkowej do 610 m². W miarę upływu lat, zbiory biblioteki systematycznie rosły, liczba czytelników się zwiększała, a ich potrzeby się zmieniały. W związku z tym lokal biblioteki stał się zbyt ciasny. Dlatego w 1987 roku podjęto decyzję o rozpoczęciu rozbudowy budynku, która została zakończona w 1994 roku. Po tej modernizacji biblioteka mogła cieszyć się powierzchnią 2.266 m². W latach 2013/2014 biblioteka przeszła kolejny remont, możliwy dzięki realizacji projektu o nazwie "Modernizacja, remont i wyposażenie budynku głównego MBP w Świnoujściu", który wpisywał się w ramy Programu Wieloletniego "Kultura+ Priorytet: Biblioteka+. Infrastruktura bibliotek."

## Historia budynku
Budynek biblioteki pierwotnie powstał jako jednorodzinna willa w 1899 roku, zbudowana przez Gustawa Jacobiego, znajdująca się na ówczesnej ulicy Bismarckstrasse nr 8 (obecnie Marszałka Józefa Piłsudskiego 15). Przez kolejne lata zmieniał wielokrotnie właścicieli. W 1930 roku stał się własnością adwokata Richarda Koppa, jednak ten nigdy nie zamieszkał w tym budynku. Lokale w willi były wynajmowane, a mieszkańcami byli różni ludzie, tak jak kierowca ciężarówki, mistrz fryzjerski, emerytowany maszynista kolejowy i dwie wdowy. Pani Hedwig Teßnow, jedna z tych wdów, prowadziła pracownię i sprzedaż firan na parterze obok głównego wejścia.
W 1930 roku nabywcą domu był dr medycyny Ferdynand Hannes. Zanim się tam wprowadził z rodziną (miał sześcioro dzieci), zlecił przeprowadzenie remontu i rozbudowę. Willa pierwotnie miała tylko jedno piętro z mieszkalną fasadą nad głównym wejściem, do którego prowadziły schody z bocznego, południowego wejścia. W trakcie przebudowy tylnej części budynku, stromy dach zastąpiono płaskim, co umożliwiło utworzenie pomieszczeń na poddaszu. Dach nad frontową częścią również został podniesiony, aby utworzyć dodatkowe pomieszczenia mieszkalne na piętrze. W ten sposób powstało pełne piętro, które później było wynajmowane. Rodzina lekarza-homeopaty przeniosła się do odnowionej willi w 1931 roku, zajmując parter, który dysponował dziesięcioma pomieszczeniami, w tym dwoma przeznaczonymi na praktykę lekarską. Górne obszerne pomieszczenia również były wynajmowane, początkowo przez dentystę dr. Bahra, a później przez dr. Apfela.
W przeszłości budynek miał cztery wejścia. Główne wejście znajdowało się na południowej bocznej ścianie i służyło gościom i pacjentom, pozostałe były dla mieszkańców. Po schodach wiodących od frontu, można było dostać się na werandę i dalej do mieszkania. Wejście z tyłu prowadziło do kuchni, a obok znajdowało się także wejście do piwnicy. Za budynkiem, tam, gdzie obecnie jest dobudówka biblioteki, było podwórze z budynkiem garażowym, ogródkiem warzywnym oraz niewielkim sadem. Na podwórzu znajdowały się klatki z królikami, ule oraz kurnik. Budynek był oddzielony od ulicy metalowym, odlanym z żeliwa płotem, a teren wokół zdobiły liczne krzewy i kwiatowy ogródek.
W okresie II wojny światowej, pod werandą z przodu budynku, zbudowano obszerny schron mający pomieścić kilkanaście osób, jako środek zabezpieczający przed spodziewanymi nalotami. W willi ulokowano drużynę sanitarną z powodu zawodu jej właściciela. Podczas nalotu 12 marca 1945 roku, w schronie znajdowali się mieszkańcy domu, członkowie drużyny sanitarny oraz kilku uciekinierów z Pomorza Gdańskiego. Dom został trafiony przez dużą bombę, która przebiła dach i stropy, ale nie eksplodowała i utknęła w piwnicy blisko miejsca, gdzie ukrywali się ludzie. Kilka dni później, niewybuch został usunięty przez niemieckich saperów. Po bombardowaniu, budynek został opuszczony przez mieszkańców i przez długi czas pozostawał nieużytkowany, podobnie jak wiele innych domów w Świnoujściu. Witrażowe okna na werandzie zostały zniszczone, a drewniane elementy, takie jak podłogi, okna i drzwi, zostały użyte jako opał przez sąsiadów.
W roku 1963 budynek został przekazany w użytkowanie Powiatowej i Miejskiej Bibliotece Publicznej, co stało się kluczowym momentem w dalszych losach budynku. Przeprowadzono podstawowe prace remontowe, które przywróciły budynkowi funkcjonalność, a także zapewniono powierzchnię 380 m². Bibliotekarze przenieśli wszystkie książki z lokalizacji przy Placu Słowiańskim 14 do nowego miejsca zaledwie w jeden dzień. Następnego dnia rozpoczęto wypożyczanie książek. Od tego momentu rozpoczął się nowy rozdział w historii budynku, który trwa do dzisiaj.

## Filie
1. Filia nr 1:
  - Świnoujście-Przytór, ul. Zalewowa 40
2. Filia nr 3: 
  - Świnoujście-Karsibór, ul.1 Maja 40
3. Filia nr 4
  - ul. Grunwaldzka 47
4. Filia nr 6
  - ul. Konstytucji 3 Maja 47
5. Filia nr 7
  - Świnoujście-Warszów ul. Sosnowa 18